# Pelastoneurus umbricola
Pelastoneurus umbricola är en tvåvingeart som först beskrevs av Octave Parent 1936.  Pelastoneurus umbricola ingår i släktet Pelastoneurus och familjen styltflugor.
Artens utbredningsområde är Kongo. Inga underarter finns listade i Catalogue of Life.